# Gegenkönig
Als Gegenkönig bezeichnet man einen König, der – aufgrund zerrütteter, instabiler oder unklarer Machtverhältnisse oder nicht geregelter oder umstrittener Thronfolge – gegen einen noch amtierenden König aufgestellt wurde, um diesen zu stürzen. Gegenkönige traten in Wahlmonarchien wie dem Heiligen Römischen Reich häufiger auf als in Erbmonarchien wie England oder Frankreich.
Manche der Gegenkönige konnten sich mit ihrem Herrschaftsanspruch durchsetzen und wurden als rechtmäßige Könige anerkannt, beispielsweise Friedrich II. Bei einigen, wie Heinrich II. (Bayern) und Ekbert II. (Meißen), ist ihr Status als König oder Gegenkönig bis heute umstritten.
Mit der Regelung der Königswahl durch die Goldene Bulle Karls IV. (1356) wurde im Heiligen Römischen Reich die Wahl eines Gegenkönigs nahezu ausgeschlossen.

## Gegenkönige im Ostfränkischen und Heiligen Römischen Reich
- Arnulf der Böse (919–921 möglicherweise gegen Heinrich I.)
- Heinrich der Zänker (984–985 möglicherweise gegen Otto III.)
- Rudolf von Rheinfelden (1077–1080 gegen Heinrich IV.)
- Hermann von Salm (1081–1088 gegen Heinrich IV.)
- Konrad (III.) (1093–1098 gegen seinen Vater Heinrich IV., zuvor seit 1087 dessen Mitkönig)
- Konrad III. (1127–1135 gegen Lothar III.), alleiniger König 1138–1152
- Friedrich II. (1212–1215 gegen Otto IV.), alleiniger König/Kaiser 1215/1220–1246
- Heinrich Raspe (1246–1247 gegen Friedrich II.)
- Wilhelm von Holland (1248–1254 gegen Friedrich II. und Konrad IV.), alleiniger König 1254–1256
- Albrecht I. von Österreich (1298 gegen Adolf von Nassau), alleiniger König 1298–1308
- Karl IV. (1346 gegen Ludwig IV. den Bayern), alleiniger König/Kaiser 1346–1349 und 1349/1355–1378
- Günther von Schwarzburg (1349 gegen Karl IV.)

## Doppelwahlen im Heiligen Römischen Reich
1198:
- Philipp von Schwaben                             1198–1208
- Otto IV.                         1198–1215 (Kaiser seit 1209, faktische Absetzung 1212)

1257:
- Richard von Cornwall                             1257–1272
- Alfons von Kastilien       1257–1273/5

1314:
- Friedrich (III.) der Schöne 1314–1330
- Ludwig IV. der Bayer            1314–1346 (Kaiser seit 1328)

1410:
- Sigismund                        1410–1437 (Kaiser seit 1433)
- Jobst von Mähren                                 1410–1411

## Böhmische Gegenkönige
- Matthias I. Corvinus (1469–1490 gegen Georg von Podiebrad und Vladislav II.)
- Friedrich von der Pfalz (1619–1632 gegen Ferdinand II.; schon 1620 faktisch gestürzt, daher „der Winterkönig“ genannt)
- Karl Albrecht von Bayern (1741–1745 gegen Maria Theresia, 1743 faktisch gestürzt)

## Französische Gegenkönige
- Guido von Spoleto (888 gegen Odo von Paris)
- Robert I. (922–923 gegen Karl III. den Einfältigen)
- Heinrich VI. von England (1431 gegen Karl VII.)
- Karl Kardinal von Bourbon als Karl X. (1589–1590 gegen Heinrich IV.)

Zwischen 1340 und 1801 beanspruchten alle englischen Könige den Titel „König von Frankreich“, allerdings wurde Heinrich VI. als einziger auch dazu gekrönt.

## Englische Gegenkönige
- Sven Gabelbart (1013–1014 gegen Æthelred II.)
- Knut der Große (1016 gegen Edmund Ironside), alleiniger König 1016–1035
- Ludwig der Löwe (1216–1217 gegen Johann Ohneland und Heinrich III.); als Ludwig VIII. König von Frankreich 1223–1226
- Maria I. die Blutige/die Katholische (1553 gegen Jane Grey), alleinige Königin 1553–1558

## Schottische Gegenkönige
- Amlaib/Olaf (971?–977 gegen Kenneth II.)
- Duncan II. (1094 gegen Donald III.)
- Edward Balliol (1333–1336 gegen  David II. Bruce)